# Pietro Pintor
Pietro Pintor (* 20. Mai 1880 in Cagliari; † 7. Dezember 1940 in Cartosio bei einem Flugzeugabsturz) war ein italienischer General des Königlich-Italienischen Heeres zuletzt im Rang eines designierten Armeegenerals. Zwischen 1937 und 1938 befehligte er das XX. Armeekorps sowie 1940 die 1. Armee.

## Leben
Pietro Pintor fand nach einer Offiziersausbildung verschiedene Verwendungen als Offizier und nahm am Ersten Weltkrieg teil. Er wurde für seine Verdienste am 3. Juni 1916 Ritter des Ordens der Krone von Italien sowie am 12. August 1916 Ritter des Militärordens von Savoyen. Im weiteren Kriegsverlauf wurde er im Mai 1917 zum Oberstleutnant (Tenente Colonnello) befördert und war zwischen dem 16. November 1917 und April 1918 Mitglied der italienischen Delegation beim Alliierten Obersten Kriegsrat in Versailles. Er wurde als solcher am 6. Januar 1918 zum Oberst (Colonnello) befördert und fungierte zwischen April 1918 und Januar 1919 als Kommandeur des 111. Feldartillerieregiments, mit dem er an der Schlacht von Vittorio Veneto (24. Oktober 1918 bis 4. November 1918) teilnahm.
In der Zwischenkriegszeit war er von Januar 1919 und 1921 Leiter des Sekretariats der Ausbildungsabteilung des Generalstabes und wurde in dieser Zeit am 17. Mai 1919 Offizier des Militärordens von Savoyen. Im Anschluss war er von 1921 bis 1925 militärischer Ausbilder von Kronprinz Umberto II. und wurde für seine Leistungen am 22. Juli 1925 Offizier des Ordens der Heiligen Mauritius und Lazarus. Er war zwischen Dezember 1925 und August 1928 Kommandeur der Artillerie im Großen Hauptquartier von Tripolitanien, das nach der Eroberung Libyens im Italienisch-Türkischen Krieg (29. September 1911 bis 18. Oktober 1912) zu einem italienischen Protektorat wurde. Nach seiner Beförderung zum Brigadegeneral (Generale di Brigata) im August 1928 fungierte er als Nachfolger von Generalmajor Pietro Gazzera vom 17. August 1928 bis zu seiner Ablösung durch Generalmajor Fabio Massimo Scala am 23. September 1933 als Kommandant der Kriegsschule des Heeres (Scuola di guerra dell’esercito). Nachdem er am 20. Oktober 1932 zum Generalmajor (Generale di Divisione) befördert worden war, fungierte er zwischen September 1933 und September 1935 als Kommandeur der 5. Infanteriedivision (5ª Divisione fanteria “Cosseria”).
In den folgenden Jahren übernahm er verschiedene Posten in Nordafrika bei den regionalen Kolonialtruppen in Italienisch-Libyen (Regio corpo truppe coloniali della Libia) und war zwischen September 1935 und Dezember 1936 Kommandierender General des Korps L B (Corpo d’armata LB). Im Anschluss war er von Dezember 1936 bis April 1937 Kommandierender General des Udine-Korps sowie im Anschluss zwischen April 1937 und seiner Ablösung durch Generalleutnant Luigi Frusci am 16. September 1938 Kommandierender General des wieder aufgestellten und in Nordafrika eingesetzten XX. Korps (XX Corpo d’armata). Für seine Verdienste in Nordafrika wurde er am 14. Januar 1938 Kommandeur sowie am 16. Januar 1939 Großoffizier des Ordens der Heiligen Mauritius und Lazarus und zugleich Großoffizier des Ordens der Krone von Italien.
Ihm wurde am 10. September 1938 der Titel eines designierten Generals (Generale designato d’armata) verliehen, woraufhin er zwischen dem 16. September 1938 und dem 30. September 1940 designierter Oberbefehlshaber der 3. Armee (3ª Armata). Im Anschluss wurde er am 30. September 1940 als Nachfolger von Generale designato d’Armata Adriano Marinetti erst designierter Oberbefehlshaber und danach bis zum 1. August 1940 Oberbefehlshaber der 1. Armee (1ª Armata), mit der er während des Westfeldzuges an der Schlacht in den Westalpen (10. Juni bis 25. Juni 1940) beteiligt, die mit dem Waffenstillstand von Villa Incisa endete und zur italienischen Besetzung Südfrankreichs führte. 1940 war er Leiter der italienischen Waffenstillstandskommission in Frankreich und kam am 7. Dezember 1940 in Cartosio bei einem Flugzeugabsturz ums Leben. Er wurde auf dem Campo Verano in Rom beigesetzt und erhielt am 16. Januar 1941 posthum noch die Würde eines Kommandeurs des Militärordens von Savoyen.